# 윤석열 체포
윤석열 체포는 2025년 1월 15일 집행된 대한민국 20대 대통령 윤석열에 대한 체포이다. 윤석열 대통령이 2024년 12월 3일 선포한 2024년 대한민국 비상계엄에 대하여 경찰청 국가수사본부에 고발한 수사를 진행하던 고위공직자범죄수사처(공수처)의 세 번의 출석 요구에 대해 "공수처법에 의하면 내란죄에 대한 수사권이 없다"는 이유로 모두 불응하자 서울서부지방법원은 2024년 12월 31일에 공수처 검사가 청구한 체포영장을 발부했다.
1차 체포 작전은 서울 용산구 한남동에 있는 대통령 관저에서 대통령경호처의 공무집행방해로 인해 수 시간 동안 복잡한 경비 대치 상황으로 이어졌다. 윤석열 관저에서 약 6시간 동안의 대치 이후 공수처는 인력과 안전 문제를 이유로 체포영장 집행을 중지했다.
15일 2차 체포영장 집행이 시작되었다. 수사 당국은 10시 33분 체포 영장이 집행되었음을 밝혔으며, 윤석열은 대한민국 헌정 사상 최초로 체포된 현직 대통령이 되었다. 2025년 1월 19일 윤석열에 대한 구속영장이 발부되었다.

## 배경
2024년 12월 3일 오후 10시 27분, 윤석열 대통령은 TV 연설을 통해 "북한 공산 세력 위협으로부터 자유 대한민국을 수호하고 우리 국민의 자유와 행복을 약탈하고 있는 파렴치한 종북 반국가 세력들을 일거에 척결하고, 자유 헌정 질서를 지키기 위해" 계엄을 선포했다고 발표했다. 포고령에는 국회, 지방의회, 집회를 포함한 정치 활동이 금지하고, 언론의 자유를 정지하는 내용이 포함되었다. 윤석열은 별도로 더불어민주당과 국민의힘의 대표를 포함한 다양한 정치적 반대자들의 체포를 명령했다고 전해졌다.
군과 경찰이 의원들이 국회의사당에 들어가는 것을 막으려 했고, 이로 인해 경비대와 시위대, 입법 보좌관 사이에 충돌이 일어났다. 본회의에 참석한 의원 190명 전원이 만장일치로 계엄령 해제를 요구하는 결의안을 냈고, 이에 따라 윤석열은 12월 4일 오전 4시경 계엄령을 해제하게 됐다.
그 결과 12월 14일 국회에서 탄핵소추안이 가결되어 헌법재판소가 대통령직에서 파면 여부를 확정할 때까지 대통령직이 정지되었다. 권한대행을 맡던 한덕수 총리는 12월 27일 탄핵되어 경제부총리 겸 기획재정부 장관인 최상목이 대통령 권한대행을 맡고 있다.

## 수사와 체포
2024년 12월 11일 경찰은 윤석열을 피의자로 입건해 대통령실에 대한 압수수색을 시도했다. 그러나 대통령경호처는 협조를 거부했고, 이로 인해 경찰 관계자는 윤석열 측이 제출한 서류와 자료는 극히 일부에 해당하는 자료이었다고 밝혔다. 또한 국군방첩사령부, 육군특전사령부, 서울특별시경찰청, 경찰청, 국회경비대 등에 대한 압수수색도 실시됐다.
12월 12일 검찰은 수도방위사령부 본부를 압수수색했다. 12월 13일 경찰은 계엄령 기간 중 부대의 역할을 조사하기 위해 선관위에 경찰력을 파견한 경기도남부경찰청을 압수수색했다.
윤석열은 2024년 12월 14일 탄핵 이후 서울 용산구 한남동에 있는 대통령 관저에 머물렀다.
12월 27일 국회는 윤석열에 대한 내란 혐의를 조사하기 위한 국정조사특별위원회의 구성안을 191 대 71로 통과시켰다. 위원회는 12월 31일에 정식으로 개원해 2025년 2월 13일까지 운영되며, 야당 의원 10명, 국민의힘 의원 7명, 무소속 의원 1명을 포함한 총 18명의 의원으로 구성되었다.
고위공직자범죄수사처는 윤석열에게 12월 18일, 25일, 29일 세 차례 출석을 요구했으나 응하지 않자 공수처는 12월 30일 서울서부지방법원에 윤석열에 대한 체포영장을 신청했으며, 법원은 다음날 영장을 발부했다. 체포영장은 2025년 1월 6일까지 7일간 유효하며,  구금될 경우, 공수처는 48시간 내에 구속영장을 발부받아야 하며, 그렇지 않을 경우  석방해야 한다. 더불어민주당 조승래 대변인은 윤석열이 망상에서 벗어나지 못하고 내전을 선동하고 있다고 비판했다.

### 1차 체포 시도

#### 진행
1월 3일 아침, 경찰 병력과 공수처 수사관들은 체포영장을 집행하기 위해 대통령의 관저에 들어갔다. 체포팀은 검찰에서 30명, 특수경찰에서 120명을 포함해 총 150명 정도로 구성됐다고 보도되었다. 이 중 80명(검찰 30명, 경찰관 50명)이 거주지 안으로 들어갔고, 나머지 70명의 경찰관은 밖에서 대기했으며, 나중에 일부 지원 병력이 도착했다. 윤석열은 탄핵소추안 처리 이후인 12월 14일부터 관저에 머문 것으로 전해졌다. 한남동 일대에는 체포 실행에 앞서 대대적인 바리케이드와 차량통행 제한이 시행됐다.
작전은 현지 시간 오전 7시경에 시작되었다. 수사관들은 초기 보안 장벽을 돌파했지만 대통령경호처장 박종준은 법원이 영장에 110·111조를 적용을 예외로 한다고 적시했음에도 불구하고 형사소송법 110조의 직무상 비밀 보호에 관한 조항 110·111조를 인용해 출입을 거부하며 관저 입구에서 그들을 막았다. 오동운 공수처장은 윤석열의 체포를 방해하려는 시도가 있을 경우 직권남용,권리행사방해죄, 특수공무집행방해죄가 적용될 수 있다고 경고했다. 더불어민주당 원내대표 박찬대는 체포작전을 방해하려는 시도가 있을 경우 내란방해 및 직무방해 혐의로 고발할 것이라고 밝혔다.
현지 시각 오전 9시 54분, 연합뉴스는 공수처가 관저를 봉쇄해 2차 방어선을 유지하고 있던 육군방위사령부 산하 55보안여단의 저지를 돌파했다고 보도했다. 윤석열의 변호인 여러 명이 관저에 들어가 체포영장에 대해 여러 차례 군사 기밀이 담긴 장소를 적절한 동의 없이 수색하는 것을 보호하는 법률을 인용하며 대통령 관저에서는 영장을 집행할 수 없다고 주장하며 법적 이의를 제기했다. 변호사들은 또한 공수처가 "반란 혐의"를 조사할 권한에 의문을 제기했고 공수처가 경찰의 지원을 받아 체포하려고 하는 것은  법적 근거 없는 위법행위라고 주장했다.
공수처는 대통령경호처와 군인 약 200명으로 구성된 벽에 직면했으며 체포영장을 집행하려 시도하는 동안 단계별로 크고 작은 몸싸움을 겪었다고 밝혔다. 공수처는 수사관들이 관저가 봉쇄되기 전 200m 이내까지 접근했다고 말했다. 관저에서 약 6시간 동안의 충돌 이후 공수처는 작업을 중단했다. 당국은 이후 "계속되는 대치 상황으로 인해 구금영장 집행이 사실상 불가능하다고 판단하고 저항으로 현장 인원의 안전이 우려돼 집행을 중단했다"고 밝혔다.
수사관들은 1월 4일 대한민국 대통령 권한대행 최상목에게 윤석열의 체포를 허용하도록 대통령경호처에 명령해 달라고 요청했다.

#### 여파
수사당국은 체포영장을 집행하려던 수사관들을 방해한  경호처장 박종준에 대한 특수공무집행방해 혐의 수사에 착수했다. 1월 6일 공수처는 경찰 국가수사본부에 체포 영장 집행을 일임한다는 공문을 보냈다고 발표했지만 경찰은 공문이 법적위반소지가 있다고 거부했다. 이후 경찰과 공수처는 공조수사본부 체제를 유지하며 집행내겠다고 발표했다. 경찰은 브리핑에서 체포 영장 2차 집행 때는 안전 우려로 체포 중단하지 않을 것이며 윤석열 소재를 확인하고 있고, 경호처가 수도방위사령부 병력을 동원다는 것을 확인 했다고 밝혔다.
1월 7일 체포영장이 재발부되었으며,  10일 박종준 경호처장은 경찰 소환 조사에 출석하면서 최상목 대통령 권한대행에게 사직서를 제출했다.

#### 시위
체포 영장이 발부되자 한남동 일대에서는 윤석열의 체포를 반대하는 시위가 열렸으며, 국민의힘 국회의원 40명도 참여하였다. 1차 체포 시도가 있던 전날인 1월 2일 경찰에 의해 시위대 일부가 치워졌다. 2020년 미국 대통령 선거 번복 시도에 사용된 부정 선거 음모론에서 따온 'Stop the Steal'(스톱 더 스틸, 도둑질을 멈추라는 뜻)이라는 문구를 사용했다.
1월 3일 공수처가 체포 작업을 중단하자 한강진역 인근에서 체포 촉구 시위를 열었다. 당시 체온 보호를 위해 은박 담요를 쓰고 있던 모습이 초콜릿 허쉬 키세스과 닮았다고 해 '키세스 시위'라고도 불렸다. 당초 토요일인 4일까지만 예정되었으나 경찰에 의해 민주노총 조합원 2명이 연행되자 이에 항의하며 일요일까지 시위를 연장했다. 일요일 경찰은 연행된 민주노총 조합원들을 석방했다.
더불어민주당 원내대표 박찬대는 윤석열 지지자들의 반응과 관련해 "대통령 관저에서 한 달간 극우 유튜브 영상을 시청하고 극우 세력을 선동했다"고 비판했다.

### 2차 체포
1월 15일 공수처와 경찰은 오전 8시부터 2차 체포 영장 집행을 시작했다. 또한 당일 김성훈 경호처 차장과 이광우 경호본부장에 대한 체포영장이 발부되었음을 알렸다. 공수처는 10시 33분 체포 영장이 집행되었다고 밝혔다.

## 이후

### 윤석열 석방
2025년 3월 7일 2025초기619 구속취소가 인용되었다. 검찰이 항고를 포기해서 석방상태에서 탄핵심판을 받다가 파면되었다.

### 윤석열 재구속
7월 10일 특별검사의 구속영장 청구가 인용되었다.